# Spoorlijn aansluiting Süderelbbrücke - Hamburg-Waltershof
De spoorlijn aansluiting Süderelbbrücke - Hamburg-Waltershof is een Duitse goederenspoorlijn in Hamburg en is als spoorlijn 1253 onder beheer van DB Netze. 

## Geschiedenis
Reeds voor de Tweede Wereldoorlog was er al een verbinding vanaf de aansluiting Süderelbbrücke naar Hohe Schaar en van Hamburg-Hausbruch naar Hamburg Waltershof. Beide trajecten zijn aangelegd door de toenmalige Deutsche Reichsbahn. Tussen de havens oostelijk en westelijk van de Köhlbrand bestond tot 1974 een veerverbinding voor spoorwagons ter hoogte van de Altenwerder Damm. Met de opening van de Köhlbrandbrücke en de Kattwykbrücke waarover ook de spoorverbinding tussen Hohe Schaar en Hamburg-Hausbruch werd gerealiseerd werd de veerdienst overbodig en uit de vaart genomen.

## Treindiensten
De lijn is alleen in gebruik voor goederenvervoer.

## Aansluitingen
In de volgende plaatsen is of was er een aansluiting op de volgende spoorlijnen:
aansluiting Süderelbbrücke
DB 1254, spoorlijn tussen Hamburg-Wilhelmsburg en Hamburg Hohe Schaar
DB 1255, spoorlijn tussen Maschen en Hamburg Süd
Hamburg-Hausbruch
DB 1720, spoorlijn tussen Lehrte en Cuxhaven
Hamburg-Waltershof
DB 1251, spoorlijn tussen Hamburg-Waltershof en Hamburg-Finkenwerder

## Elektrificatie
Het traject werd in 1977 geëlektrificeerd met een wisselspanning van 15.000 volt 16 2/3 Hz.